# Mala Makarivka, Ivankiv
Mala Makarivka (în ucraineană Мала Макарівка) este un sat în comuna Makarivka din raionul Ivankiv, regiunea Kiev, Ucraina.

## Demografie
Componența lingvistică a localității Mala Makarivka
     Ucraineană (97,83%)
     Rusă (2,17%)
Conform recensământului din 2001, majoritatea populației localității Mala Makarivka era vorbitoare de ucraineană (97,83%), existând în minoritate și vorbitori de rusă (2,17%).